# うつ病を患った人物の一覧
うつ病を患った人物の一覧（うつびょうをわずらったじんぶつのいちらん）では、うつ病に罹患した人物を記載する。
姓→名、もしくは通名の五十音順。★は自殺者、＜★＞は自殺の疑義がある者、☆は自殺未遂経験者を表す。

## 日本出身者以外
国名は出身国。
| - マルコム・アーノルド（ イギリス） - 作曲家 - ジュリアン・アサンジ（ オーストラリア） - ジャーナリスト - アイザック・アシモフ（ ロシア社会主義連邦ソビエト共和国生まれ、 アメリカ合衆国育ち） - 作家・生化学者 - リチャード・アシュクロフト（ イギリス） - ミュージシャン - ジョン・アダムズ（ アメリカ合衆国） - 第2代アメリカ合衆国大統領 - クラウス・フォン・アムスベルク（ ドイツ国） - オランダ王配 - アラン・アルダ（ アメリカ合衆国） - 俳優 - ウディ・アレン（ アメリカ合衆国） - 映画監督 - ハンス・クリスチャン・アンデルセン（ デンマーク＝ノルウェー） - 童話作家 - イ・ウンジュ（ 韓国） - 女優★ - ナタリー・インブルーリア（ オーストラリア） - 歌手・モデル・女優 - カート・ヴォネガット（ アメリカ合衆国） - 小説家 - T・S・エリオット（ アメリカ合衆国） - 詩人 - ボリス・エリツィン（ ソビエト連邦） - 初代ロシア連邦大統領 - ジェイムズ・エルロイ（ アメリカ合衆国） - 小説家 - ロベルト・エンケ（ 東ドイツ） - 元サッカードイツ代表選手★ - バズ・オルドリン（ アメリカ合衆国） - 宇宙飛行士 - イアン・カーティス（ イギリス） - ミュージシャン★ - ジョン・カーワン（ ニュージーランド） - ラグビー日本代表ヘッドコーチ - アンソニー・カリア（ オーストラリア） - 歌手 - ロマン・ガリー（ フランス） - 小説家★ - ハーミド・カルザイ（ アフガニスタン王国） - 初代アフガニスタン・イスラム共和国大統領 - ジョン・キーツ（ グレートブリテン王国） - 詩人 - セーレン・キェルケゴール（ デンマーク） - 哲学者 - ジム・キャリー（ カナダ） - コメディアン - ドリュー・キャリー（ アメリカ合衆国） - コメディアン - エルンスト・ルートヴィヒ・キルヒナー（ ドイツ帝国） - 画家 - カルビン・クーリッジ（ アメリカ合衆国） - 第30代アメリカ合衆国大統領 - リヴァース・クオモ（ アメリカ合衆国） - ミュージシャン - グレアム・グリーン（ イギリス） - 小説家 - アガサ・クリスティ（ イギリス） - 推理作家 - サラ・ケイン（ イギリス） - 劇作家★ - レナード・コーエン（ カナダ） - シンガーソングライター - ビリー・コーガン（ アメリカ合衆国） - ミュージシャン - ジョゼフ・コンラッド（ ロシア帝国） - 小説家☆ - ウィリアム・ジェームズ（ アメリカ合衆国） - 哲学者・心理学者 - ヘンリー・ジェイムズ（ アメリカ合衆国） - 小説家 - ジャン・シベリウス（ フィンランド大公国） - 作曲家 - ジャネット・ジャクソン（ アメリカ合衆国） - シンガーソングライター - アシュレイ・ジャッド（ アメリカ合衆国） - 女優 - ビリー・ジョエル（ アメリカ合衆国） - 歌手 - レスリー・チャン（ 香港） - 歌手・俳優★ | - エリオット・スミス（ アメリカ合衆国） - シンガーソングライター＜★＞ - ジーン・セバーグ（ アメリカ合衆国） - 女優★ - ロメオ・ダレール（ カナダ） - 元国際連合平和維持活動部隊司令官 - キルスティン・ダンスト（ アメリカ合衆国） - 女優 - メラニー・チズム（ イギリス） - 歌手 - ウィンストン・チャーチル（ イギリス） - イギリス首相 - アイリス・チャン（ アメリカ合衆国） - ジャーナリスト★ - レイモンド・チャンドラー（ アメリカ合衆国） - ハードボイルド作家 - チョン・ダビン（ 韓国） - 女優★ - トマス・M・ディッシュ（ アメリカ合衆国） - SF作家★ - パティ・デューク（ アメリカ合衆国） - 女優 - ロドニー・デンジャーフィールド（ アメリカ合衆国） - コメディアン - ジョン・デンバー（ アメリカ合衆国） - シンガーソングライター - エドガー・ドガ（ フランス王国） - 画家 - ニック・ドレイク（ ビルマ連邦） - シンガーソングライター＜★＞ - ハーバート・ハート（ イギリス） - 法哲学者 - フリードリヒ・ハイエク（ オーストリア＝ハンガリー帝国） - 哲学者 - ジュリアン・ハクスリー（ イギリス） - 進化生物学者 - アン・ハサウェイ（ アメリカ合衆国） - 女優 - マイケル・ハッチェンス（ オーストラリア） - ミュージシャン（INXS ボーカル）★ - ジョー・バドゥン（ アメリカ合衆国） - ラッパー - デヴィッド・バナー（ アメリカ合衆国） - ラッパー - ホセ・マリア・ヒメネス（ スペイン） - 自転車ロードレース選手 - ビヨンセ（ アメリカ合衆国） - シンガーソングライター - ジョン・ヒンクリー（ アメリカ合衆国） - レーガン大統領暗殺未遂事件実行犯 - ネリー・ファータド（ カナダ） - シンガーソングライター - ポール・ファイヤアーベント（ オーストリア） - 科学哲学者 - ミシェル・フーコー（ フランス共和国） - 哲学者 - ウィリアム・フォークナー（ アメリカ合衆国） - 小説家 - ハリソン・フォード（ アメリカ合衆国） - 俳優 - ジョン・フルシアンテ（ アメリカ合衆国） - ギタリスト - ウィリアム・ブレイク（ グレートブリテン王国） - 詩人、画家 - クリスチャン・ベール（ イギリス） - 俳優 - アーネスト・ヘミングウェイ（ アメリカ合衆国） - 小説家 - マーゴ・ヘミングウェイ（ アメリカ合衆国） - モデル・女優、アーネストの孫 - イングマール・ベルイマン（ スウェーデン） - 映画監督 - デヴィッド・ボーム（ アメリカ合衆国） - 物理学者 - アレック・ボールドウィン（ アメリカ合衆国） - 俳優 - ジョーイ・ボット（ カナダ） - 野球選手 - ヒェル・マグネ・ボンデヴィーク（ ノルウェー） - 元ノルウェー首相 - トム・ヨーク（レディオヘッド）（ イギリス） - ミュージシャン |

## 日本出身者
| - 相原コージ - 漫画家☆ - 青山愛菜 - マルチタレント・「病ンドル」プロデューサー - 吾妻ひでお - 漫画家☆ - 庵野秀明 - アニメーター - 石田明 - お笑いタレント - いしだ壱成 - 俳優、歌手 - 五木寛之 - 作家 - 一色伸幸 ｰ 脚本家・小説家 - 内田樹 ｰ フランス文学者・翻訳家 - 大坂なおみ - プロテニス選手 - 大槻ケンヂ ｰ ロックミュージシャン・「筋肉少女帯」ボーカル - 小川宏 - フリーアナウンサー - 岡村隆史 - お笑いタレント - 荻野アンナ - 作家・慶應大学教授 - 音無美紀子 - 女優 - 二代目桂枝雀 - 落語家★ - 加藤和彦 - ミュージシャン★ - 門倉健 - 元プロ野球選手 - 勝谷誠彦 - コラムニスト - 北村想 - 劇作家・小説家 - 木の実ナナ - 女優 - 木原隆司 - 財務官僚 - 熊谷達也 ｰ 小説家 - 倉嶋厚 - 気象キャスター・エッセイスト - 黒澤明 - 映画監督 - 河本準一 ｰ お笑いタレント - 小阪有花 - 元グラビアアイドル・美容家 - 兒玉遥 - 女優、グラビアアイドル - 小松左京 - SF小説家 | - 西原理恵子 - 漫画家 - 水道橋博士 - お笑いタレント・元参議院議員 - 先崎学 - 将棋棋士 - 桜玉吉 - 漫画家 - 高島忠夫 - 俳優 - 武田鉄矢 - ミュージシャン・俳優 - 武尊 - キックボクサー - 竹脇無我 - 俳優 - 田宮二郎 - 俳優★ - 田中圭一 - 漫画家・エッセイ漫画『うつヌケ〜うつトンネルを抜けた人たち〜』作者 - 千葉麗子 - 実業家 - 遠野なぎこ - 女優・タレント - 戸川京子 - 女優・戸川純の妹★ - 長嶋一茂 - 元プロ野球選手、格闘家、タレント - 名倉潤 - お笑いタレント - 南木佳士 - 小説家・医師 - ねこぢる - 漫画家★ - 根津甚八 - 俳優 - 萩原流行 - 俳優 - 萩原まゆ美 - 女優・萩原流行の妻 - 橋口亮輔 - 映画監督 - 広江礼威 - 漫画家 - 藤臣柊子 - 漫画家・エッセイスト - ポルリン - 漫画家・イラストレーター - 麻枝准 - ゲームシナリオライター・作曲家 - まついなつき ｰ 漫画家・占い師 - 丸岡いずみ - フリーアナウンサー・タレント - マルシア - 歌手・タレント - 南果歩 ｰ 女優 - 宮内悠介 ｰ 小説家 - 最上もが - タレント - 望月昭 - 細川貂々の夫で個人事務所「てんてん企画」社長。『ツレがうつになりまして。』のツレ - モトキ（Fischer's） - YouTuber - 森村桂 - 小説家・エッセイスト★ - 泰葉 - タレント - 山口一郎（サカナクション） - ミュージシャン - 山本真純 - アナウンサー★ - ユースケ・サンタマリア - タレント - 湯口敏彦 - プロ野球選手＜★＞ - 吉田敬 - 音楽プロデューサー★ - 代々木忠 ｰ AV監督・映画監督 - 渡辺正行 ｰ お笑いタレント - 和田彩花 - 歌手・女優 |